# Bikács, Tolna
Bikács  este un sat în districtul Paks, județul Tolna, Ungaria, având o populație de 445 de locuitori (2011). 

## Demografie
Componența etnică a satului Bikács
     Maghiari (84,77%)
     Romi (11,36%)
     Germani (3,86%)
Componența confesională a satului Bikács
     Romano-catolici (43,15%)
     Luterani (10,79%)
     Fără religie (10,34%)
     Reformați (8,31%)
     Necunoscută (27,42%)
     Alte religii (1,8%)
Conform recensământului din 2011, satul Bikács avea 445 de locuitori. Din punct de vedere etnic, majoritatea locuitorilor (84,77%) erau maghiari, existând și minorități de romi (11,36%) și germani (3,86%). Nu există o religie majoritară, locuitorii fiind romano-catolici (43,15%), luterani (10,79%), persoane fără religie (10,34%) și reformați (8,31%). Pentru 27,42% din locuitori nu este cunoscută apartenența confesională.